# 見附市立病院
見附市立病院(みつけしりつびょういん)は新潟県見附市学校町にある医療機関である。

## 沿革
出典
- 1992年 平成4年 7月 病院開院
- 2006年 平成18年 4月 見附市立病院に名称変更
- 2009年 平成21年 2月 日本医療機能評価機構Ver5.0認定
- 2014年 平成26年 2月 日本医療機能評価機構　3Rdg：Ver.1.0認定
- 2019年 令和元年 5月	日本医療機能評価機構　3Rdg：Ver.2.0認定

## 診療科
出典
- 内科
- 神経内科
- 小児科
- 外科
- 整形外科
- 形成外科
- 脳神経外科
- 皮膚科
- 放射線科

## 医療機関の指定・認定
出典
| 労災保険指定病院   | 生活保護法指定病院     |
| 結核予防法指定病院 | 被爆者一般疾病指定病院 |